# Sataspes galleyi
Sataspes galleyi is een vlinder uit de familie van de pijlstaarten (Sphingidae). De wetenschappelijke naam van de soort is voor het eerst geldig gepubliceerd in 1982 door Patrick Basquin.